# Sonia Drăgan

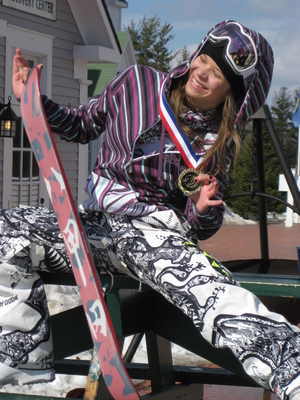
Sonia Drăgan

Sonia Drăgan (n. 25 aprilie 1986, Sinaia, România) este o schioară română de performanță. A început să schieze la 3 ani și a făcut schi de performanță la clubul din Sinaia. Între 2004 și 2008 predă lecții de schi și totodată se îndreaptă către variantele new-school de alunecare pe zăpadă.
În 2008 au loc primele campionate europene de skiboarding, la Bușteni (România), unde câștigă 2 medalii de aur la probele de Slalom și Cross, una de argint la Fakie, precum și titlul de European Female Skiboard Champion. Tot acolo, la Romanian Open câștigă o medalie de aur la Cross și una de argint la Fakie. Apoi, în primăvara anului 2008, în Dubai la World Skiboard Cup, câștigă o medalie de aur la Fakie, una de argint la Cross și una de bronz la Slopestyle, precum și titlul de World Skiboard Female Champion.
În 2009 la Euro Cup în Letonia câștigă 4 medalii de aur, la Parallel Slalom, Cross, Slopestyle și Fakie. Doar două zile mai târziu, la US Skiboard Open, primește o medalie de aur onorifică pentru întreaga participare.
În 2010 participă și câștigă câteva concursuri de freestyle în România și Ucraina, și arbitrează la US Skiboard Open.

## Legături externe
- World Cup Dubai 2008[nefuncțională]
- Euro & Romania 2008[nefuncțională]
- SBMAG interview
- US Open 2009[nefuncțională]
- http://weblog.riderstyle.com/article/15578570.html Arhivat în 5 decembrie 2008, la Wayback Machine.
- WhiteOut Movie http://vimeo.com/59646551